# Ulster Rugby
Ulster Rugby (ir. Rugbaí Ulaidh) ist eine professionelle Rugby-Union-Mannschaft aus der historischen Provinz Ulster auf der Insel Irland. Sie spielt in der internationalen Meisterschaft United Rugby Championship und nimmt an europäischen Pokalwettbewerben teil. Die Mannschaft vertritt die Irish Rugby Football Union Ulster Branch, eine von vier Teilverbänden der Irish Rugby Football Union (IRFU). Heimstadion ist das Kingspan Stadium in Belfast. Die größten Erfolge der Mannschaft sind der Gewinn des Meistertitels der Celtic League im Jahr 2006 und des European Rugby Champions Cup (Heineken Cup) im Jahr 1999.

## Geschichte
Die Gründung des Verbandes der Provinz Ulster erfolgte im Jahr 1879. In der Amateurära spielte die Auswahlmannschaft gegen die anderen drei Provinzen (Connacht, Leinster, Munster) um die irische Provinzmeisterschaft und war dabei mit 26 Meistertiteln am erfolgreichsten. Sie trat auch regelmäßig gegen Nationalmannschaften aus der südlichen Hemisphäre an. So gewann sie beispielsweise 1984 gegen die Wallabies, die Nationalmannschaft Australiens.
Seit der Professionalisierung von Rugby Union in den 1990er Jahren beteiligt sich Ulster Rugby an der Celtic League, der gemeinsamen Meisterschaft von Irland, Schottland und Wales. Bei den ersten drei Austragungen des Heineken Cup belegte die Mannschaft jeweils den letzten Platz ihrer Vorrundengruppe. Doch im Jahr 1999 stieß sie bis ins Finale vor, siegte an der Lansdowne Road in Dublin 21:6 gegen den französischen Verein US Colomiers und gewann als erste irische Mannschaft den europäischen Pokal. Ulster konnte diesen Erfolg nicht bestätigen und hat sich bis heute nicht für das Viertelfinale qualifizieren können. Allerdings blieb die Mannschaft von 2002 bis 2005 bei Heimspielen ungeschlagen.
In der Saison 2003/04 lag Ulster lange Zeit an der Tabellenspitze der Celtic League, musste sich aber am letzten Spieltag noch von den Llanelli Scarlets aus Wales überholen lassen. Die Meisterschaft der Saison 2005/06 entschied Ulster erst im letzten Spiel gegen die Ospreys für sich, als David Humphreys in der letzten Spielminute aus vierzig Metern Entfernung ein Dropgoal erzielte. Ulster gewann dadurch einen zusätzlichen Bonuspunkt und schob sich noch vor Leinster an die Tabellenspitze. Am 19. Mai 2012 stand Ulster zum zweiten Mal im Finale des Heineken Cup, unterlag aber Leinster. Gegen dieselbe Mannschaft verlor Ulster sechs Tage später auch das Meisterschaftsfinale der Pro12.

## Erfolge
- Meister United Rugby Championship: 2006
- Finalist United Rugby Championship: 2012
- Sieger Celtic Cup: 2004
- Sieger European Rugby Champions Cup (Heineken Cup): 1999
- Finalist Heineken Cup: 2012
- Irische Provinzmeisterschaft: 26 Meistertitel

## Spieler

### Aktueller Kader
Der Kader für die Saison 2019/2020:

### British and Irish Lions
Die folgenden Spieler der Provinz Ulster wurden für die British and Irish Lions nominiert.
| Tour | Spieler                              |
| ---- | ------------------------------------ |
| 1910 | Tommy Smyth                          |
| 1910 | Alexander Foster                     |
| 1938 | Robert Alexander                     |
| 1938 | Paddy Mayne                          |
| 1950 | Jack Kyle                            |
| 1950 | Jimmy Nelson                         |
| 1955 | Cecil Pedlow                         |
| 1955 | Robin Thompson                       |
| 1959 | David Hewitt                         |
| 1962 | Tom Kiernan                          |
| 1962 | Raymond Hunter                       |
| 1962 | Willie John McBride                  |
| 1962 | Syd Millar                           |
| 1966 | Mike Gibson                          |
| 1966 | Willie John McBride (2. Nominierung) |
| 1966 | Roger Young                          |
| 1968 | Mike Gibson (2. Nominierung)         |
| 1968 | Willie John McBride (3. Nominierung) |
| 1968 | Syd Millar (2. Nominierung)          |
| 1968 | Roger Young (2. Nominierung)         |
| 1971 | Mike Gibson (3. Nominierung)         |
| 1971 | Willie John McBride (4. Nominierung) |
| 1974 | Mike Gibson (4. Nominierung)         |
| 1974 | Willie John McBride (5. Nominierung) |
| 1974 | Stewart McKinney                     |
| 1974 | Richard Milliken                     |
| 1980 | Colin Patterson                      |
| 1983 | David Irwin                          |
| 1983 | Trevor Ringland                      |
| 1986 | Nigel Carr                           |
| 1986 | Trevor Ringland (2. Nominierung)     |
| 1989 | Steve Smith                          |
| 1997 | Jeremy Davidson                      |
| 1997 | Eric Miller                          |
| 2001 | Jeremy Davidson (2. Nominierung)     |
| 2001 | Tyrone Howe                          |
| 2009 | Tommy Bowe                           |
| 2009 | Stephen Ferris                       |
| 2013 | Rory Best                            |
| 2013 | Tommy Bowe (2. Nominierung)          |
| 2013 | Tom Court                            |
| 2017 | Rory Best (2. Nominierung)           |
| 2017 | Iain Henderson                       |
| 2017 | Jared Payne                          |